# Sextus Sulpicius Tertullus
Sextus Sulpicius Tertullus war ein römischer Politiker und Senator des 2. Jahrhunderts n. Chr.
Durch Militärdiplome, die z. T. auf den 6. und auf den 27. Februar 158 datiert sind, ist belegt, dass Tertullus im Jahr 158 zusammen mit Quintus Tineius Sacerdos ordentlicher Konsul war. Er war um 173/174 Prokonsul der Provinz Asia.